# Jens Fischer
För kommunalrådet med samma namn, se Jens Fischer (politiker).
Jens Erling Fischer, född 24 augusti 1946 i Bromma, är en svensk filmfotograf.

## Biografi
Jens Fischer är son till filmfotografen Gunnar Fischer och bror till Peter Fischer. Tillsammans med brodern började han sin filmbana med en liten roll i Ingmar Bergmans film Kvinnors väntan (1952) och utgör med sin bror också underlag för faderns tre barnböcker Peter och Kajan på långresa (1946), Peter är barnvakt (1949) och Peter, Jens och Rosenblom (1960).
Sin filmfotografiska bana började han som B-fotograf till Gunnar Fischer på Johan Bergenstråhles Made in Sweden (1969) och 1972 fotograferade han den brittisk-skandinaviska TV-musikalen The Case med bland annat Cliff Richard och Olivia Newton-John och tillsammans med sin far Jacques Tatis sista film, den svenska Parade (1974). Därefter har han fotograferat en mängd filmer framför allt av Colin Nutley och välkända barn- och underhållningsfilmer som Lasse Hallströms Bullerby-filmer, 1939, Glasblåsarns barn, Göta Kanal-filmerna och filmer i Stieg Larssons Millennium-serien. Han har också filmat TV-teater för Sveriges Television samt regisserat den arkitektur-kortfilmen Tak (1998).
Fischer har tilldelats ett antal filmpriser, bland annat Guldbaggen tre gånger för bästa foto, för Sista dansen 1993, Under ytan 1997 och The Queen of Sheba's Pearls 2004 och även Camerimages Bronze Frog för Under Ytan 1998 och Silver Frog för The Queen of Sheebas Pearls 2005. Han har också nominerats till ytterligare två Guldbaggar samma år, 1993, för Änglagård och Svart Lucia. År 1984 tilldelades han Föreningen Sveriges Filmfotografers pris Årets filmbana för fotot i Lars Forssells och Ragnar Lyths Haren och vråken.

## Filmografi (förutom TV-teater)

### Regi och manus
- Tak (1998)

### A-foto
| - Medicinen (2014) - Julie (2013) - Mammas pojkar (2012) - En enkel till Antibes (2011) - Änglagård – tredje gången gillt (2010) - Göta kanal 3 – Kanalkungens hemlighet (2009) - Män som hatar kvinnor (2009) - Angel (2008) - Göta kanal 2 – kanalkampen (2006) - Små mirakel och stora (2006) - Harrys döttrar (2005) - Wallander – Innan frosten (2005) - Repetitioner (2005) - Så som i himmelen (2004) | - The Queen of Sheba's Pearls (2004) - Paradiset (2003) - Suxxess (2002) - Rendezvous (2001) - Sprängaren (2001) - Gossip (2000) - Järngänget (2000) - Dagar vid älven (1999) - Vägen ut (1999) - Sanna ögonblick (1998) - Tak (1998) - Under solen (1998) - Under ytan (1997) - Evo (1996) | - I rollerna tre (1996) - Niklas & Tadelesh (1996) - Skeppet Vasa (1996) - Änglagård – andra sommaren (1994) - Julrosor (1993) - Sista dansen (1993) - Änglagård (1992) - Stortjuvens pojke (1992) - Svart Lucia (1992) - Fasadklättraren (1991) - 1939 (1989) - Gull-Pian (1989) - Ingen rövare finns i skogen (1989) | - Allrakäraste syster (1988) - Billy och den rubinröda jackan (1988) - Då flyger timmarna (1987) - Mer om oss barn i Bullerbyn (1987) - Nionde kompaniet (1987) - Alla vi barn i bullerbyn (1986) - Femte generationen (1986) - Inget för en karl (1985) - Annika – en kärlekshistoria (1984) - Johan är död (1982) - Den nya människan (1979) - Parade (1974) - The Case (1972) |

### B-foto/Andrateam
- Flickan som lekte med elden (2009)
- Luftslottet som sprängdes (2009)
- Allt flyter (2008)
- Underbara älskade (2006)
- Wallander – Innan frosten (2005)
- Glasblåsarns barn (1998)
- Made in Sweden (1969)